# Daniel Dantas
Daniel Dantas (Salvador, 3 ottobre 1954) è un imprenditore, banchiere miliardario brasiliano, fondatore e presidente di Opportunity Asset Management.
Oltre alle sue attività finanziarie, Dantas è uno dei maggiori proprietari terrieri agricoli del Brasile, che controlla società nei settori petrolifero, minerario, dei biocarburanti e dell'agroalimentare. La sua carriera è segnata da controversie, che lo rendono una figura polarizzante nel panorama imprenditoriale brasiliano.
Fu coinvolto in una vicenda giudiziaria per il trasferimento di fondi al partito del presidente Luiz Inácio Lula da Silva.

## Biografia
Daniel, nato a Salvador nell'ottobre 1954, è membro di una delle famiglie più tradizionali di Bahia, il cui patriarca era il barone di Jeremoabo, Cícero Dantas Martins, che è il nome di un comune di Bahia. Cícero Dantas, figlio del comandante João Dantas dos Reis, era un potente proprietario terriero della regione di Itapicuru, a nord-est di Bahia.  Daniel è il figlio della scrittrice Nicia Maria Valente e Luís Raimundo ("Mundico") Tourinho Dantas, un uomo d'affari nel settore tessile. Fin da piccolo voleva avviare un'attività in proprio e all'età di 17 anni ha aperto una fabbrica di sacchetti di carta in collaborazione con due amici. L'impresa ebbe molto successo e, dopo due anni, la vendette con profitto, per poi aprire, con gli stessi soci, un'attività di distribuzione di birra.
Si è laureato in ingegneria presso l'Università Federale di Bahia. Ha svolto studi post-laurea in economia presso la Fundação Getúlio Vargas, dove è stato allievo dell'ex ministro delle finanze Mário Henrique Simonsen. Ha completato il master e il dottorato in soli due anni, presso la stessa FGV, e ha conseguito il dottorato nel 1982.  È stato direttore esecutivo della holding Banco Icatu dal 1988 fino alla fondazione di Opportunity, nel 1994. La sua vasta esperienza come amministratore di risorse comprende incarichi dirigenziali presso Bradesco Seguros SA (vicepresidente degli investimenti, 1985/86), le società di intermediazione mobiliare Triplik (direttore, 1983/85) e Prosper (direttore, 1981), e presso la società di consulenza economico-finanziaria Simposium (direttore, 1983)  del Prof. Mário Henrique Simonsen.
Ha completato i suoi studi post-dottorato presso il Massachusetts Institute of Technology con Franco Modigliani, vincitore del Premio Nobel per l'economia nel 1985, che Dantas ha presentato durante una conferenza di economia alla Fundação Getúlio Vargas.
Alla fine degli anni '90, Dantas è stato un gestore di fondi per Citigroup e una figura chiave nella privatizzazione del settore delle telecomunicazioni. La sua società controllava Brasil Telecom Participações, allora uno dei più grandi gruppi di telecomunicazioni del paese, insieme a Citigroup (C.N) e Telecom Italia (TLIT.MI). The Opportunity ha guidato una partnership internazionale del settore privato che ha acquistato una grossa fetta del settore delle telecomunicazioni brasiliano nel 1997, quando questo settore è stato privatizzato.

### Opportunity
L'economista ha fondato Opportunity, una società indipendente di gestione delle risorse, nel 1994. Non ha fondato il Banco Opportunity, che esiste da quando Daniel era un ragazzo, ma si chiamava Banco Lógica. È di proprietà di Dorio Ferman, che ha incontrato Dantas alla FGV-RJ. Dopo che Dantas si unì a Dorio, il banchiere più anziano cambiò il nome di Banco Lógica in Opportunity. All'inaugurazione di Opportunity hanno lavorato solo sei persone, tra cui Dantas; in meno di un anno il loro numero salì a novanta. Sua sorella, Verônica Dantas, si è occupata della parte amministrativa dell'Asset Management ed è la persona in cui Dantas si fida di più.
Opportunity è una delle prime a lavorare nella gestione di fondi di Private Equity, con un ruolo decisivo nelle privatizzazioni degli anni '90. L'eccezionale redditività delle risorse gestite da Opportunity è riconosciuta e segnata dal conseguimento di riconoscimenti e dall'alto posizionamento nelle classifiche delle testate specializzate, a livello nazionale e internazionale. In quegli anni aveva in gestione circa 37,989 miliardi di R$.
Nel gennaio 1990, Dantas partecipò, in compagnia di Simonsen e André Lara Resende, a una riunione su invito del presidente Collor in cui fu discussa la confisca del "piano Collor". Alcuni autori sostennero che "il blocco sarebbe stato suggerito a Collor da Daniel Dantas", mentre lo stesso ex presidente confermò di aver partecipato alla riunione come rappresentante del mercato finanziario. Tuttavia, fonti di mercato e lo stesso Collor, in un'intervista al quotidiano Gazeta Mercantil del 7 aprile 2008, furono unanimi nell'affermare che Dantas, come Simonsen, considerava una follia la confisca dei depositi dei correntisti. Collor avrebbe anche offerto a Daniel il portafoglio del Ministero delle Finanze, che lui avrebbe rifiutato.
Diversi gruppi erano interessati alla privatizzazione di Telesp, considerata il "fiore all'occhiello" del sistema Telebrás, tra cui Telecom Italia, che aveva stretto una partnership con le organizzazioni Globo, Bradesco e il gruppo Vicunha con lo scopo di acquisirla. Con lo scoppio della crisi asiatica, gli italiani iniziarono a temere che Globo si trovasse in difficoltà finanziarie e rinunciasse al suo impegno. Ecco perché la rappresentante di Telecom Italia in Brasile, Carla Cico, ha detto a Opportunity che Telecom Italia era interessata all'acquisto di un'altra compagnia telefonica, se il suo consorzio con Globo non avesse avuto successo. Dantas, vedendo nell'interesse di Telecom Italia l'opportunità di ottenere il sostegno per il consorzio che aveva creato per l'acquisizione di Tele Norte-Leste, ora Telemar, si interessò all'associazione. Anche Telecom Italia, pur senza svincolarsi dal consorzio con Globo, ha aderito a Opportunity.
Per partecipare alla privatizzazione delle compagnie telefoniche, il gruppo Opportunity ha creato due fondi: uno concepito con aziende statali brasiliane (Previ, Petros e Funcef); uno straniero, cresciuto nelle Isole Cayman, da capitalizzare con finanziamenti da Citibank. Il terzo, l'Opportunity Fund, esisteva dal 1992 e aveva altri investitori Opportunity. Per coordinare queste operazioni, Dantas aveva invitato Pérsio Arida, ex presidente della Banca Centrale nel governo FHC, a unirsi a Opportunity. Opportunity assunse anche l'economista Elena Landau, che aveva guidato, come direttore delle privatizzazioni di BNDES, le prime privatizzazioni che ebbero luogo durante il governo di Itamar Franco e continuarono sotto FHC.
Questi fondi, più i fondi Opportunity, gestiti come se fossero uno solo, hanno formato un consorzio che ha partecipato all'"Asta di Privatizzazione" e si sono aggiudicati il controllo di Tele Centro Sul (ora Brasil Telecom), così come di Telemig e Amazônia Celular.
Il caso è diventato una delle più grandi controversie aziendali nella storia economica del Brasile. I suoi sviluppi hanno travolto la sfera commerciale e hanno coinvolto la stampa, il governo e la magistratura, suscitando numerose accuse da parte dei soggetti coinvolti: Opportunity, Telecom Italia, fondi pensione (Previ, Petros e Funcef) e Citigroup.
Nel marzo 2007, Daniel Dantas ha negoziato l'acquisto di Editora Três, che ha pubblicato "Isto É". Quello che era scontato, ha avuto un'inversione di tendenza e l'uomo d'affari Domingo Alzugaray, proprietario della casa editrice in vendita, avrebbe inviato una lettera a Daniel Dantas comunicando il suo ritiro dalla vendita.
Il 25 aprile 2008, Oi ha acquisito il controllo di Brasil Telecom. Con l'acquisizione, GP, Opportunity e Citigroup lasciano il controllo di Brasil Telecom.
Al di fuori del settore delle telecomunicazioni, Opportunity ha investito nelle infrastrutture, nell'estrazione mineraria e nell'agricoltura.